# Friedrich Anding
Friedrich Anding (26 de junho de 1915 — 7 de fevereiro de 1996) foi um oficial alemão que serviu na  durante a Segunda Guerra Mundial. Foi condecorado com a Cruz de Cavaleiro da Cruz de Ferro.

## Carreira
Como um tenente de reserva e ajudante do departamento anti-tanque da Divisão "Grande Alemanha" Friederich Anding recebeu a Knight Cross pela destruição de seis tanques e cinco veículos blindados em 8 de maio de 1945. Esta ação ocorreu no norte da Alemanha (mais especificamente no Stadensen) em 14 a 15 de abril. O batalhão foi atacado por um grande número de tanques inimigos e veículos blindados. Maior Gustav Walle, comandante, causou nove mortes corpo-a-corpo, Nepomuk Stützle 7 mortes. Os dois homens foram condecorado com a Cruz de Cavaleiro.